# قندهاری بیگم
قندهاری بیگم، که به نام قندهاری محل نیز شناخته می‌شود، (۱۵۹۳ - ؟) همسر اول شاه جهان امپراتور گورکانی و مادر فرزند اول او، شاهدخت پرهیز بانو بیگم بود.
نسب وی به دودمان برجسته صفوی ایران می‌رسید. او کوچکترین دختر مظفرحسین میرزا، شاهزاده صفوی، بود که او نیز فرزند سلطان حسین میرزا، فرزند ارشد بهرام میرزا، پسر شاه اسماعیل یکم، بنیان‌گذار دودمان صفوی، بود.

## خانواده و اوایل زندگی
قندهاری بیگم شاهدخت دودمان برجسته صفوی، خاندان حاکم و یکی از شاخص‌ترین دودمان‌های ایران، بود. وی دختر یکی از اعضای خاندان صفوی ساکن در قندهار به نام مظفرحسین میرزا صفوی بود که او نیز پسر سلطان حسین میرزا، فرزند ارشد بهرام میرزا، پسر شاه اسماعیل یکم، بنیان‌گذار دودمان صفوی، بود. در واقع پدربزرگ قندهاری بیگم پسرعموی شاه محمد خدابنده، پدر شاه عباس بزرگ بود.
مظفرمیرزا پس از کشته‌شدن پدرش به دست شاه اسماعیل دوم، به‌فرمان شاه محمد خدابنده حاکم قندهار شد. او که با مقامات صفوی به مشکل برخورده بود و ازبک‌ها نیز دائماً برای تصرف قندهار حمله می‌کردند، شهر را ترک کرده و همراه با خانواده‌اش به دربار اکبر شاه، شاه گورکانیان هند، پناهنده شد. اکبر که به شدت منتظر هر فرصتی برای تصرف قندهار بود، بلافاصله شاه بیگ‌خان ارغون، فرماندار بنگش را برای تصرف قندهار روانه کرد. اگرچه مظفر در این کار نیز مانند همه کارهای خود، در آخرین لحظه دودل و به نیرنگ متوسل شد، رفتار قاطع و محتاطانه شاه بیگ‌خان او را وادار به سرسپردگی کرد. بدین ترتیب قندهاری بیگم همراه با پدرش مجبور شد محل زندگی خود را ترک و به هند برود. او و در اواخر سال ۱۵۹۵ همراه با پدر و چهار برادرش به نام‌های بهرام میرزا، حیدر میرزا، القاس میرزا و تهماسب میرزا و ۱۰۰۰ سرباز قزلباش، وارد هند شد. مظفرخان از اکبر شاه لقب فرزند را دریافت کرد و به فرماندهی پنج هزار نفر سرباز منصوب شد و شهر سامبال را به عنوان جاگیر (دارایی) دریافت کرد، که ارزش آن از همه قندهار بیشتر بود.
میرزا مظفرحسین، حکومت قندهار را با مقامی بالاتر و حقوقی بیشتر در خدمت امپراتور اکبر عوض کرده بود. برادر کوچک وی، میرزا رستم نیز در زمان اکبر به هند مهاجرت کرد و در دوره سلطه جهانگیرشاه به مقام شامخی رسید. امپراتوران گورکانی با ازدواج با خاندان سلطنتی ایران، حتی با شاخه‌های دورتر، از این فرصت بیشترین بهره را بردند و باعث بلندپایگی بیشتر خود شدند. مظفر که همه چیز را در هند بد یافته بود، و گاه تصمیم خود را برای بازگشت به ایران و گاه رفتن به مکه اعلام می‌کرد. او از اندوه و ناامیدی و یک زخمی‌شدگی در سال ۱۶۰۳ درگذشت. هم‌اکنون آرامگاه وی در یک بنای سنگی و آجری فروریخته بدون گنبد و در یک اتاق دفن زیرزمینی با سنگ‌نبشته‌ای به فارسی نستعلیق است که در آن رو به جنوب واقع شده و در میان ویرانه‌های دیگر یک مجموعه باغ در شمال آرامگاه همایون در دهلی قرار دارد. این مکان اکنون محل اردوگاه پیشاهنگان بهارات و راهنماهای دهلی جامبوری است.

## ازدواج با شاه جهان

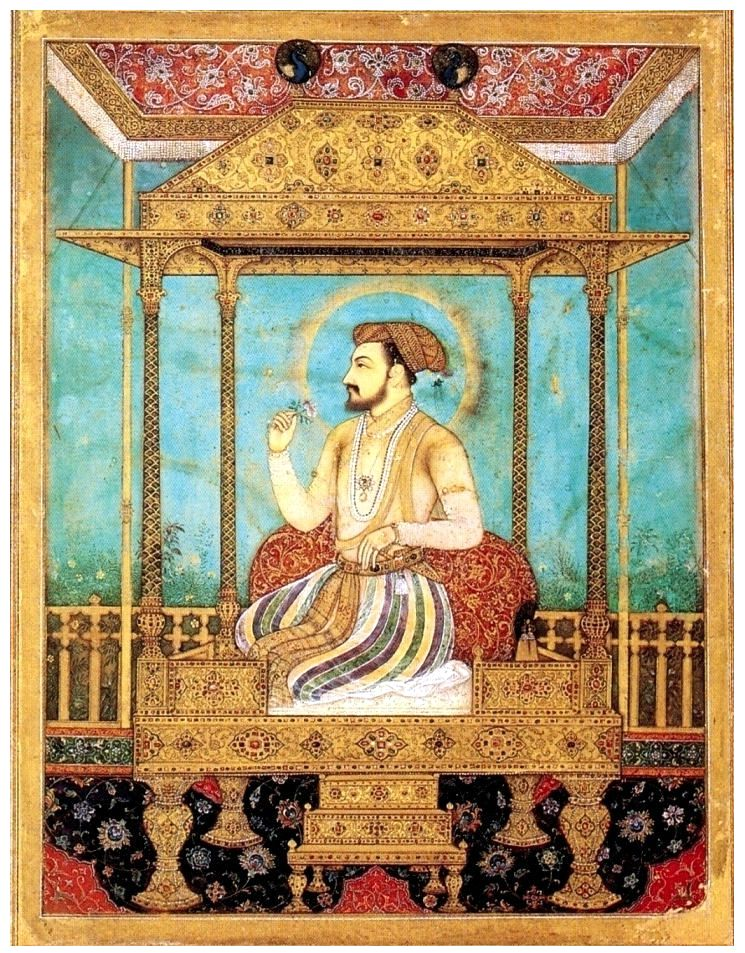
شاه جهان، همسر قندهاری بیگم و پنجمین امپراتور دودمان گورکانیان هند

### خواستگاری
هنگامی که جهانگیر در پایان سال ۱۶۰۹ در پرسش فارسی تجدید نظر کرد، عمل‌گرایی مانند همیشه مطرح شد. مخالفت با چنین شخصیت قدرتمندی جنون آمیز بود؛ مهمترین دلیل آن این بود که میان آگره و اصفهان خصومت آشکاری ایجاد شده بود؛ احتمالاً شاه عباس یکم برای متحدان شیعه خود در سه پادشاهی دکن مهمات، افراد و پول فرستاده بود که این کار لشکری را به رهبری پسر دوم جهانگیر، پرویز میرزا، نابود کرد؛ بنابراین دوگانگی ایران در مورد قندهار باید کنار گذاشته و روابط هموار می‌شد و همچون گذشته، یک ازدواج مصلحتی سیاسی جواب می‌داد. با توجه به اینکه پسر بزرگ او، خسرو میرزا، در زندان و دیگر پسرش پرویز در جنگ در برهانپور و جبهه جنوبی بود، پسر سوم او، سلطان خرم، برای این ازدواج انتخاب منطقی بود. تصمیم برای ایجاد این اتحاد کاملاً استراتژیک، برای این جوان خبرهای متفاوتی بود. از یک سو، او بر خواستگاری دیرینه خود برای ارجمند بانو بیگم که بعداً به ممتاز محل معروف شد، پایان داد. این کار باعث بازسازی موقعیت وی در توجه پدرش و در سیاست‌های آن برهه بود.
و اینگونه شد که خرم هجده ساله مجبور شد نخستین ازدواج خود را با یک دوشیزه جوان ایرانی انجام دهد. کاتبان و نویسندگان دربار گورکانی متعاقباً فقط به شاهزاده خانم لقب توصیفی ناپسند قندهاری محل اعطا کردند که نشانگر وضعیت کمرنگ او در دربار است. به نظر می‌رسد روند تنظیم ازدواج مدتی طول کشیده‌است. جهانگیرشاه، دو مدخل مرتبط را در خاطرات خود ثبت کرده که فاصله آن‌ها تقریباً یک سال است. نخستین مورد فقط به عنوان یکی از کارهای ساده در یک گزارش روزانه معمولی اتفاقات دربار در کنار ارتقاهای منطقه‌ای، دستمزدها و سایر کارهای دربار سلطنتی، ظاهر شد. روز یکشنبه ۱۲ دسامبر ۱۶۰۹، جهانگیر پنجاه هزار روپیه را به عنوان وثیقه عروسی به خانه قندهاری بیگم فرستاد. جهانگیر در جهانگیرنامه خود می‌نویسد «من قبلاً دختر میرزا مظفرحسین، حاکم قندهار و پسر سلطان حسین میرزای صفوی، را با پسرم سلطان خرم نامزد کردم و بر این اساس مجلس ازدواج ترتیب داده شد؛ من به خانه بابا خرم رفتم و شب را در آنجا گذراندم.»

### ازدواج
قندهاری بیگم در ۱۲ دسامبر ۱۶۰۹ در آگره با شاهزاده خرم ازدواج کرد. چندین ارتباط خانوادگی بین دو خانواده آنها برقرار بود که شاید نزدیکترین آن این باشد که پدر خرم امپراتور جهانگیر برادر ناتنی خانم سلطان بیگم، مادر ناتنی قندهاری، بود. زندگی‌نامه‌نویس رسمی خرم به نام محمد امین قزوینی، در توصیف این ازدواج بسیار شیواتر بود. در واقع، تعارفات بسیار اقتضای آن روزگار بود و روایت هذیان‌آمیز او هیچ نتیجه خوبی بر جای نگذاشت. این مجلس جشن در یک عمارت به زیبایی تزئین‌شده برگزار شد که به مادر بیوه امپراتور حاکم اختصاص یافته بود و درون دیوارهای ضخیم قلعه آگره در کنار کاخ دولتی قرار داشت. منجمان ساعتی فرخنده را برای این ازدواج پیشنهاد کردند.
در ۲۱ اوت ۱۶۱۱، نخستین فرزند این زوج زاده شد. او دختری بود که پدربزرگش، جهانگیرشاه، پرهیز بانو بیگم، نام او را انتخاب کرد. با این حال، در مآثر عالمگیری، از او به عنوان پرهنر بانو بیگم نام برده می‌شود. او بزرگ‌ترین فرزند پدرش و تنها فرزند مادرش بود. این نوزاد تحت مراقبت مادر مادربزرگ خود به نام رقیه سلطان بیگم، که همسر اول و ملکه اکبرشاه بود و همچنین خرم را تربیت کرده بود، قرار گرفت.

## آرامگاه
وی در آگره، در مرکز باغ بزرگی به نام قندهاری باغ که خودش بنا کرده، به خاک سپرده شده‌است. وی همچنین مسجدی با سه گنبد تک‌قوسی در ضلع غربی قندهاری باغ بنا کرده بود. این مسجد به عنوان معدن آجر برای ساخت بناهای امروزی در این مجموعه استفاده شد و دیگر اثری از آن وجود ندارد. ساختمان روی آرامگاه وی در طی دوره هرج و مرجی که به دنبال مرگ اورنگ‌زیب در سال ۱۷۰۷ رخ داد، عمدتاً تخریب شد. این ساختمان که به صورت طاق است به یک مکان مسکونی تبدیل شده‌است. آرامگاه او دیگر وجود ندارد و فقط محوطه‌ای که آرامگاه در آن واقع شده بود، همراه با یکی از دروازه‌های ورودی، بخشی از دیوار و دو تا گنبد در گوشه دیوار باقی مانده‌است. کمپانی هند شرقی انگلیس آن را به راجای بهاراتپور فروخت که او چند ساختمان مدرن را در آن برافراشت. این محوطه در برهه‌ای از دوران استعمار به مالکیت حاکمان بهاراتپور درآمد و به جای آرامگاه مرکزی یک عمارت ساخته شد. از آن رو اینجا به «خانه بهاراتپور» معروف شد. یک دروازه و چند چتر در گوشه‌ای از باغ اصلی باقی مانده‌است.

## در فرهنگ عامه
- قندهاری بیگم شخصیت اصلی رمان تاریخی سونجا چاندراچود به نام مشکل در تاج (۲۰۱۱) است.
- قندهاری بیگم یک شخصیت اصلی در رمان تاریخی روچیر گوپتا به نام معشوقه تاج‌وتخت (۲۰۱۴) است.
- نگارخان در سال ۲۰۰۵ در فیلم بالیوودی تاج محل: داستان یک عشق ابدی قندهاری بیگم را به تصویر کشیده‌است.[۸]